# Vivica A. Fox
Vivica Anjanetta Fox, född 30 juli 1964 i South Bend, Indiana, är en amerikansk skådespelare. Hon har bland annat medverkat i filmerna Född den fjärde juli, Independence Day, Batman & Robin och Kill Bill: Volume 1. Hon har en roll i TV-serien Missing där hon spelar den tuffa FBI-agenten Scott.
I september 2020 meddelade hon att hon hade smittats av Covid-19.

## Filmografi (urval)
- 1989 – Född den fjärde juli
- 1996 – Independence Day
- 1997 – Batman & Robin
- 1997 – Salomo (TV-serie)
- 1999 – Idle Hands
- 1999 – Killing Mrs. Tingle
- 2002 – Boat Trip
- 2003 – Kill Bill: Volume 1
- 2003–2006 – Missing (TV-serie)
- 2004 – Ella den förtrollade
- 2012 – Hitman: Absolution (röst i datorspel)
- 2014 – Sharknado 2: The Second One
- 2018 – The Last Sharknado: It's About Time